# Cyclothone pseudoacclinidens
Espèce
Cyclothone pseudoacclinidens est une espèce de poisson appartenant à la famille des Gonostomatidae.